# Colin Allen
Colin Eric Allen (Bournemouth, 9 mei 1938) is een Britse bluesdrummer en songwriter.

## Biografie
Allen bracht de eerste tien jaar van zijn volwassen leven als vliegtuigtechnicus door. Op 16-jarige leeftijd kreeg hij interesse in de jazz en op 18-jarige leeftijd begon hij te drummen. Hij volgde uiteindelijk twee jaar drumles bij de plaatselijke drummer Jack Horwood. Later studeerde hij voor een korte periode bij de legendarische jazzdrummer Philly Joe Jones. Zijn eerste podiumoptreden ooit was tijdens een skiffleconcours in een plaatselijke bioscoop. Daarna speelde hij met plaatselijke jazzmuzikanten in de omgeving van Bournemouth.
In 1963 werd Allen lid van Zoot Money's Big Roll Band met Andy Summers (later The Police) en eerder speelde hij nog sporadisch concerten in The Bull's Head in Barnes met de Big Roll Band tijdens zijn bezoek aan Londen. In januari 1964 verhuisde Allen met plaatsgenoot Andy Summers naar Londen. Hij speelde voor veel Britse en Amerikaanse muzikanten als Bob Dylan, John Lee Hooker, Sonny Boy Williamson II, Memphis Slim, Solomon Burke, John Mayall's Bluesbreakers, Mick Taylor, Focus, Donovan, Stone the Crows, Georgie Fame, Brian Joseph Friel en The British Blues Quintet met de toetsenist Zoot Money, bassist Colin Hodgkinson en zangeres Maggie Bell. In 1973-1974 speelde hij in de Nederlandse band Focus. Hij drumde op het Focus-album Hamburger Concerto.
Allen begon songteksten te schrijven als lid van Stone the Crows. Hij heeft ook songs geschreven, die werden opgenomen door artiesten als Paul McCartney's Wings (met muziek van Jimmy McCulloch), Fleetwood Mac, Mick Taylor en Mick Ronson. Tijdens het schrijven werkte hij meestal als tekstschrijver, als in Taylors Alabama van zijn solo-debuutalbum Mick Taylor (1979). Tot nu toe werden ongeveer zestig door hem geschreven songs opgenomen.

## Privéleven
Allen is getrouwd en heeft een dochter. Hij woonde vanaf 1985 in Stockholm waar hij speelde met veel Zweedse artiesten en enkele jaren lid was van een van de meest bekende bands Totta's Blues Band. Hij stopte met spelen in 2012 na een professionele carrière van bijna vijftig jaar.